# Bouclans (ancienne commune)
Bouclans est une ancienne commune française située dans le département du Doubs, en région Bourgogne-Franche-Comté. Elle a fusionné le 1er janvier 2018 avec la commune de Vauchamps pour former la commune nouvelle de Bouclans.

## Géographie

### Toponymie
Boclans en 1256 ; Bouclans depuis 1463 - Hameau d'Ambre : Hembre en 1092.

## Héraldique
| Blason de Bouclans | Blason  | Parti en 1) de gueules à la tête de crosse d'argent, au 2) d'argent à un trèfle de gueules, au chef d'azur semé de billettes d'or au lion du même brochant, issant du trait du chef. |
| Blason de Bouclans | Détails | Le statut officiel du blason reste à déterminer. |

## Politique et administration
| Période                                  | Période          | Identité      | Étiquette | Qualité            |
| ---------------------------------------- | ---------------- | ------------- | --------- | ------------------ |
| 1995                                     |                  | Rémy Philippe |           |                    |
| 2008                                     | 31 décembre 2017 | Bruno Leclert | UMP-LR    | Agent d'assurances |
| Les données manquantes sont à compléter. |                  |               |           |                    |

## Démographie
L'évolution du nombre d'habitants est connue à travers les recensements de la population effectués dans la commune depuis 1793. Pour les communes de moins de 10 000 habitants, une enquête de recensement portant sur toute la population est réalisée tous les cinq ans, les populations de référence des années intermédiaires étant quant à elles estimées par interpolation ou extrapolation. Pour la commune, le premier recensement exhaustif entrant dans le cadre du nouveau dispositif a été réalisé en 2008.

En 2015, la commune comptait 957 habitants, en évolution de −1,34 % par rapport à 2009 (Doubs : +1,88 %, France hors Mayotte : +2,11 %).
| 1793 | 1800 | 1806 | 1821 | 1831 | 1836 | 1841 | 1846 | 1851 |
| ---- | ---- | ---- | ---- | ---- | ---- | ---- | ---- | ---- |
| 467  | 523  | 518  | 459  | 462  | 542  | 588  | 607  | 628  |

| 1856 | 1861 | 1866 | 1872 | 1876 | 1881 | 1886 | 1891 | 1896 |
| ---- | ---- | ---- | ---- | ---- | ---- | ---- | ---- | ---- |
| 624  | 580  | 595  | 545  | 548  | 549  | 604  | 531  | 481  |

| 1901 | 1906 | 1911 | 1921 | 1926 | 1931 | 1936 | 1946 | 1954 |
| ---- | ---- | ---- | ---- | ---- | ---- | ---- | ---- | ---- |
| 454  | 428  | 437  | 450  | 432  | 494  | 474  | 464  | 432  |

| 1962 | 1968 | 1975 | 1982 | 1990 | 1999 | 2006 | 2008 | 2013 |
| ---- | ---- | ---- | ---- | ---- | ---- | ---- | ---- | ---- |
| 370  | 431  | 551  | 771  | 765  | 853  | 940  | 965  | 968  |

| 2015 | - | - | - | - | - | - | - | - |
| ---- | - | - | - | - | - | - | - | - |
| 957  | - | - | - | - | - | - | - | - |

## Lieux et monuments
- La mairie-école de Bouclans de 1841, inscrite monument historique en 2005.
- Le château de Bouclans.

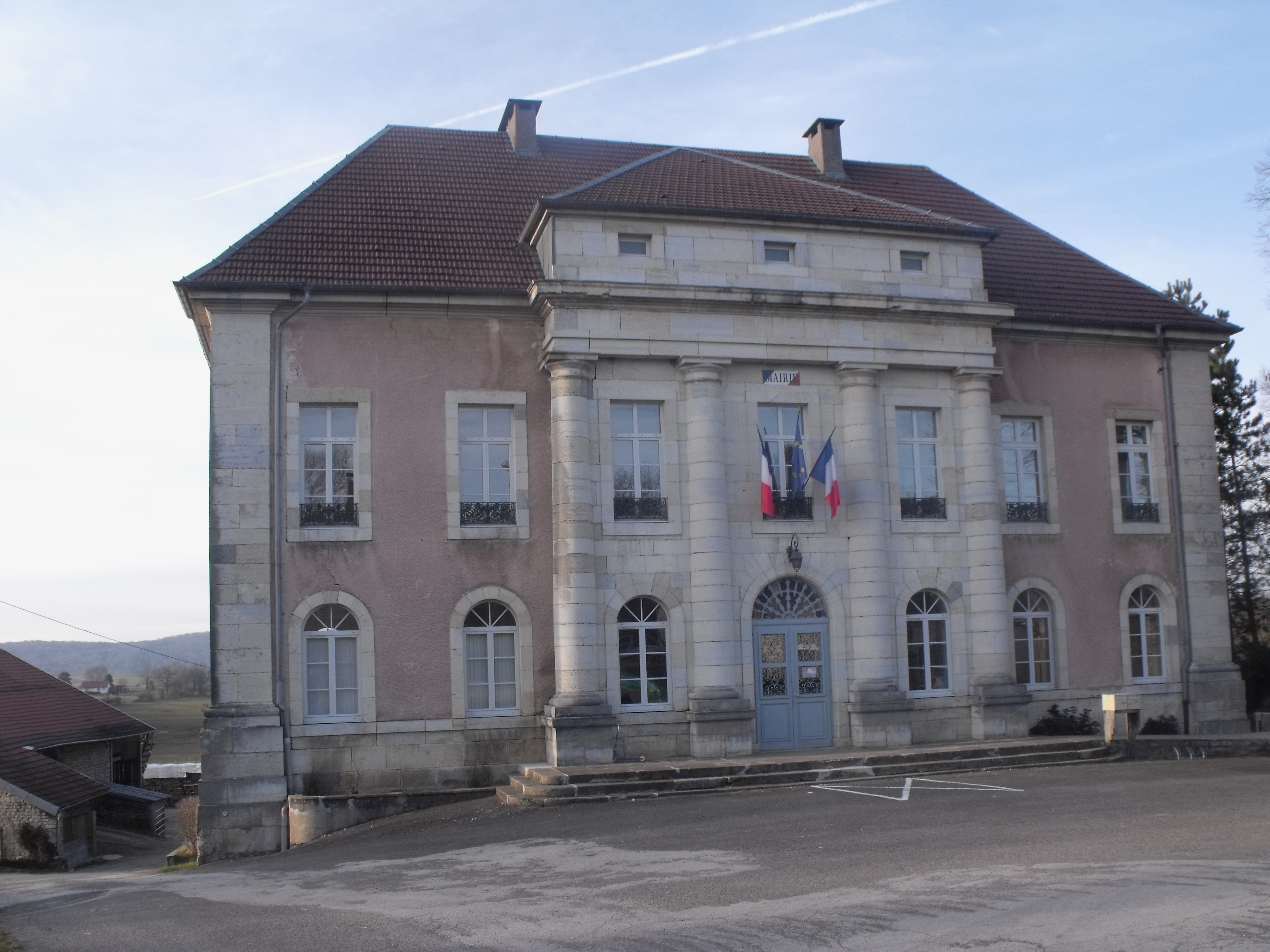
Mairie de Bouclans.
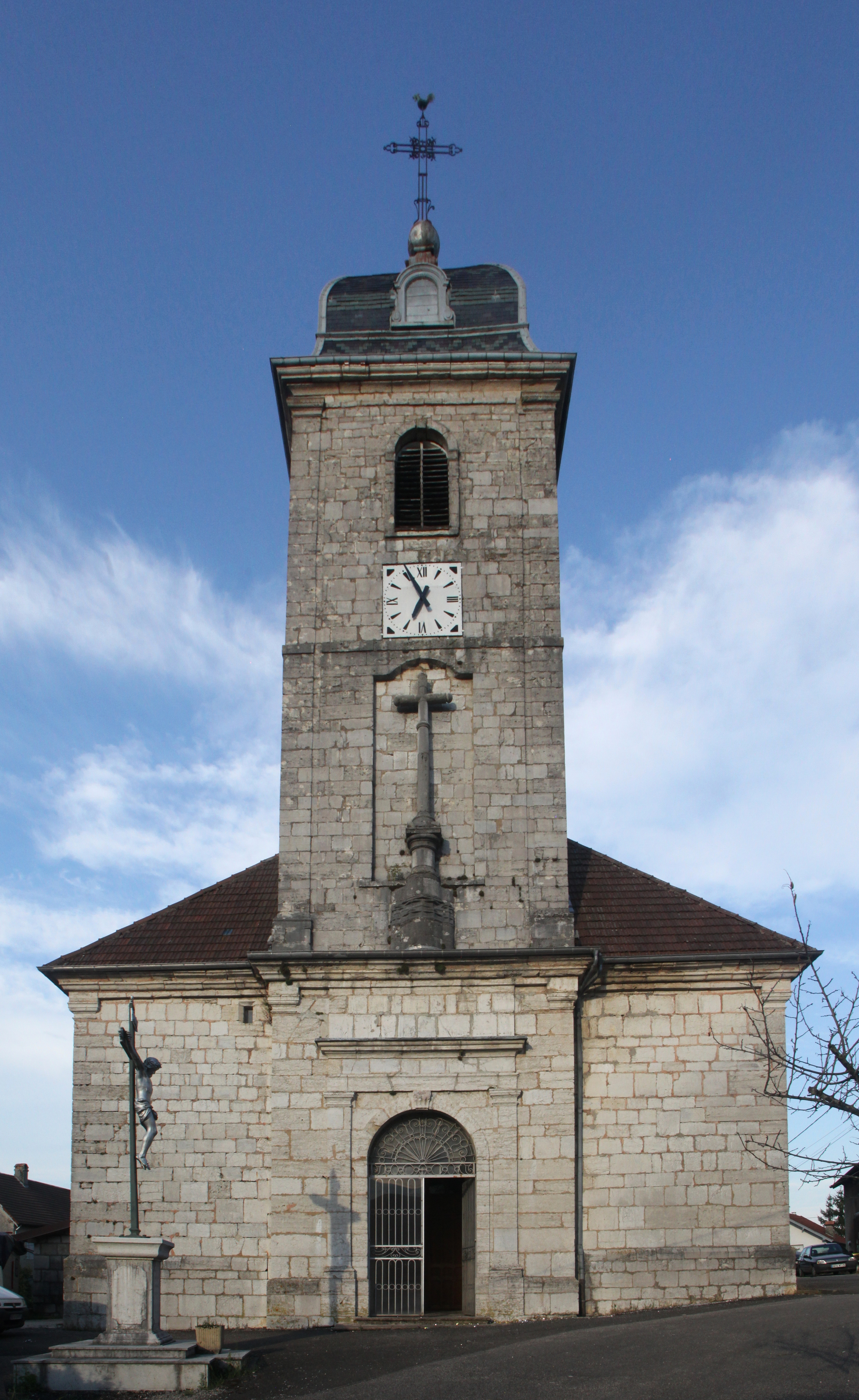
Église.
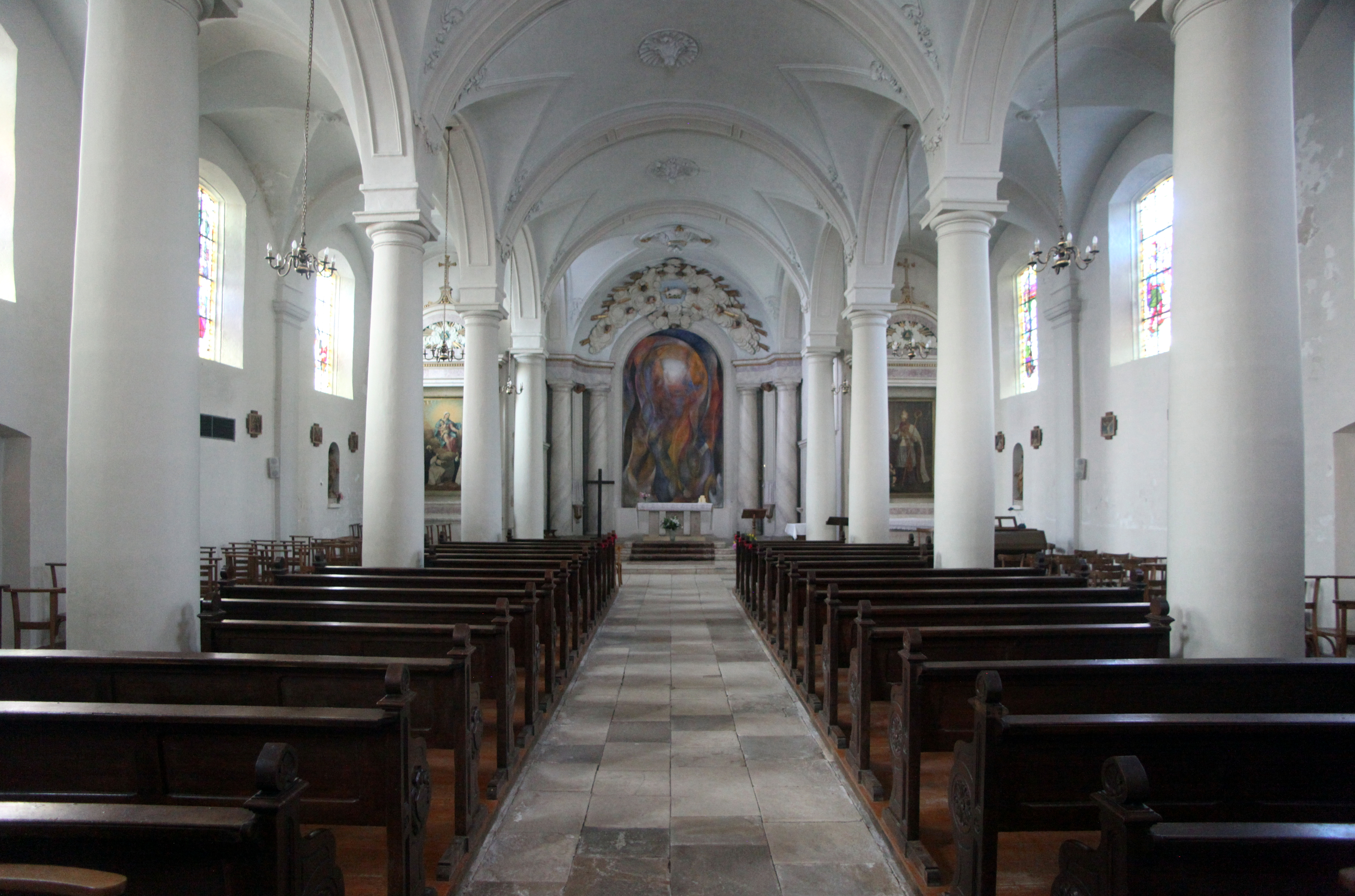
Église.
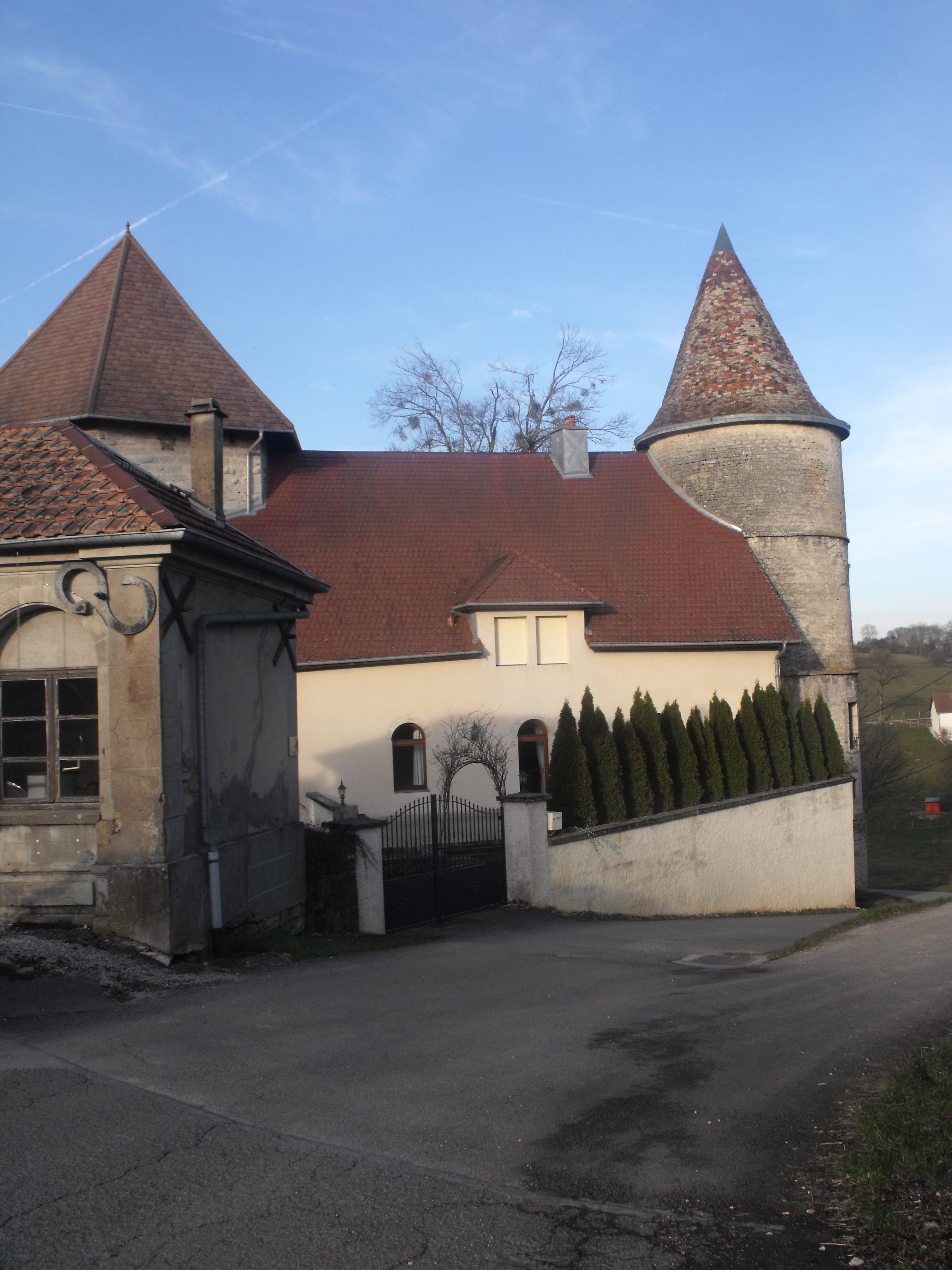
Maison.
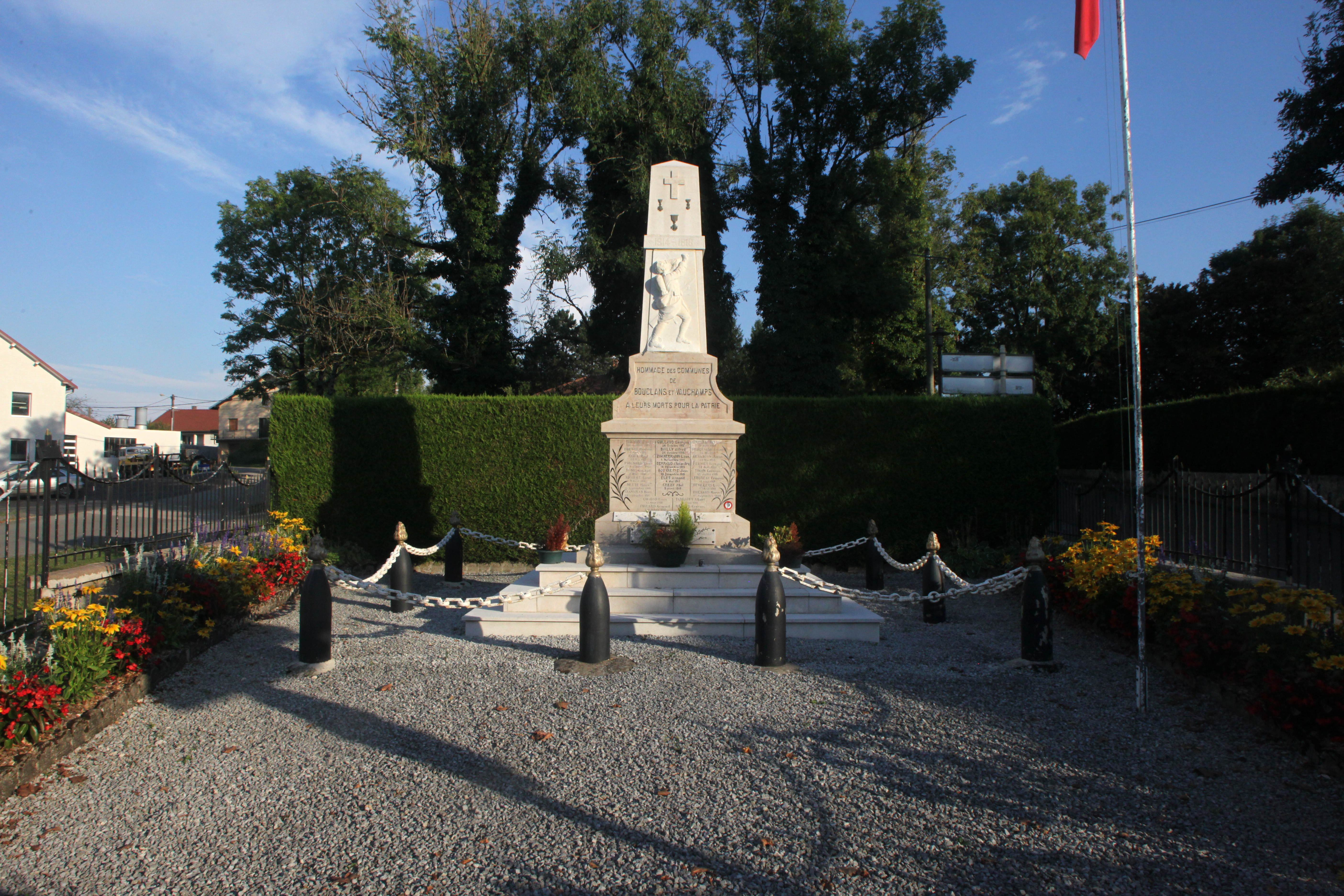
Monument aux morts.

## Personnalités liées à la commune
- Jean de Lallemand fut propriétaire, entre autres, du château et repose sous un magnifique mausolée auprès de son épouse dans l'église Saint-Léger.